# Web van vertrouwen

Een Web of Trust voorbeeld. Ingo vertrouwt wie Manuel is, omdat Ingo Eva vertrouwt (en Eva Manuel vertrouwt)

Het web van vertrouwen (Web of Trust) is in de cryptografie een concept dat gebruikt wordt om de authenticiteit van de relatie tussen een publieke sleutel en een persoon vast te stellen. Van de sleutels in iemands web of trust kan dus met een aan zekerheid grenzende waarschijnlijkheid gezegd worden dat ze echt zijn van de persoon wiens naam erop staat.
Het concept wordt toegepast in PGP, GnuPG en andere OpenPGP-compatibele systemen. Het werd door Phil Zimmermann in de PGP 2.0-handleiding onder de aandacht gebracht.